# Gimnàstica als Jocs Olímpics d'estiu de 2024 - Concurs complet individual masculí
L'esdeveniment del concurs complet individual masculí dels Jocs Olímpics d'Estiu de 2024 estava previst que tingués lloc els dies 27 i 31 de juliol de 2024 a l'Accor Arena (anomenat Bercy Arena a causa de les normes de patrocini del COI). 44 gimnastes de 23 nacions (dels 96 gimnastes totals) van competir a la ronda de classificació.
Aquesta va ser la 29a aparició del conjunt individual masculí. La primera competició individual s'havia celebrat l'any 1900, després que les competicions de 1896 només presentessin esdeveniments d'aparells individuals. Des del 1900 s'ha celebrat una prova individual masculina de l'exercici complet a tots els Jocs.

## Qualificació
Un Comitè Olímpic Nacional (NOC) podria incorporar fins a 5 gimnastes qualificades. Un total de 96 places es destinen a la gimnàstica artística masculina.
Els 12 equips classificats van poder enviar 5 gimnastes a la competició per equips, per un total de 60 de les 96 places de quota. Els tres primers equips del Campionat del Món de 2022 (Xina, Japó i Gran Bretanya) i els nou primers equips (excloent els ja classificats) al Campionat del Món de 2023 (Estats Units, Canadà, Alemanya, Itàlia i Suïssa, Espanya, Turquia, Països Baixos i Ucraïna) van obtenir places de qualificació per equips.
Les 36 places restants es van atorgar individualment. Cada gimnasta només podia guanyar una plaça, tret que els gimnastes que havien competit amb un equip qualificat eren elegibles per guanyar un segon lloc a la Sèrie de la Copa del Món All Around 2024. Algunes de les proves individuals estaven obertes a gimnastes de NOCs amb equips qualificats, mentre que d'altres no. Aquestes places s'ocupen mitjançant diversos criteris basats en els Campionats del Món de 2023, la sèrie de Copa del Món de Gimnàstica Artística FIG 2024, campionats continentals, una garantia d'amfitrió, una garantia de reassignació i una invitació de la Comissió Tripartita.
Només els gimnastes que van competir en els sis exercicis d'aparells de la ronda de classificació apareixen llistats a la classificació individual.

## Format de competició
Els 24 primers classificats de la fase de classificació (límit de dos per NOC) van passar a la final del conjunt. Els finalistes van realitzar un exercici addicional a cada aparell. Aleshores s'ignoraven les puntuacions de classificació, i només comptaven les puntuacions de la ronda final. La puntuació va ser segons el codi de punts de la FIG.

## Programa
| Data                                                        | Temps | Ronda        | Subdivisió   |
| ----------------------------------------------------------- | ----- | ------------ | ------------ |
| 27 de juliol                                                | 11:00 | Qualificació | Subdivisió 1 |
| 27 de juliol                                                | 15:30 | Qualificació | Subdivisió 2 |
| 27 de juliol                                                | 20:00 | Qualificació | Subdivisió 3 |
| 31 de juliol                                                | 17:30 | Final        | –            |
| Totes les hores són l'hora d'estiu d'Europa central (UTC+2) |       |              |              |

## Resultats

### Qualificació
Les gimnastes que van quedar entre els vint-i-quatre primers van classificar-se per a la ronda final. En el cas que més de dos gimnastes del mateix NOC estiguessin entre els vint-i-quatre primers, els darrers classificats entre ells no es classificarien per a la final. En lloc d'això, es classificaria el següent gimnasta millor classificat.
| Rànking | Gimnasta                  | Terra  | Cavall amb arcs | Anelles | Salt   | Barres paral·leles | Barra fixa | Total  | Qual. |
| ------- | ------------------------- | ------ | --------------- | ------- | ------ | ------------------ | ---------- | ------ | ----- |
| 1       | Zhang Boheng (CHN)        | 14.466 | 14.333          | 14.666  | 14.666 | 15.333             | 15.133     | 88.597 | Q     |
| 2       | Shinnosuke Oka (JPN)      | 14.333 | 14.466          | 14.000  | 14.233 | 15.300             | 14.533     | 86.865 | Q     |
| 3       | Daiki Hashimoto (JPN)     | 13.733 | 14.466          | 13.733  | 14.566 | 14.833             | 13.733     | 85.064 | Q     |
| 4       | Xiao Ruoteng (CHN)        | 13.666 | 14.266          | 13.600  | 14.733 | 14.800             | 13.833     | 84.898 | Q     |
| 5       | Jake Jarman (GBR)         | 14.966 | 14.266          | 12.900  | 15.166 | 14.266             | 13.333     | 84.897 | Q     |
| 6       | Joe Fraser (GBR)          | 13.533 | 14.000          | 13.700  | 14.300 | 14.933             | 14.200     | 84.666 | Q     |
| 7       | Oleg Verniaiev (UKR)      | 13.066 | 15.033          | 13.600  | 14.866 | 15.266             | 12.800     | 84.631 | Q     |
| 8       | Yumin Abbadini (ITA)      | 13.933 | 14.200          | 13.400  | 14.000 | 14.200             | 14.200     | 83.933 | Q     |
| 9       | Carlos Yulo (PHI)         | 14.766 | 13.066          | 13.000  | 14.800 | 14.533             | 13.466     | 83.631 | Q     |
| 10      | Fred Richard (USA)        | 13.833 | 13.633          | 13.500  | 13.933 | 14.433             | 14.166     | 83.498 | Q     |
| 11      | Illia Kovtun (UKR)        | 14.533 | 13.466          | 13.066  | 14.166 | 15.166             | 12.766     | 83.163 | Q     |
| 12      | Matteo Giubellini (SUI)   | 13.800 | 14.233          | 13.233  | 13.900 | 14.500             | 13.400     | 83.066 | Q     |
| 13      | Paul Juda (USA)           | 13.966 | 13.600          | 13.400  | 14.533 | 14.033             | 13.333     | 82.865 | Q     |
| 14      | Krisztofer Mészáros (HUN) | 12.900 | 13.633          | 13.500  | 14.366 | 14.733             | 13.666     | 82.798 | Q     |
| 15      | Jesse Moore (AUS)         | 13.966 | 13.700          | 13.033  | 14.233 | 14.200             | 13.566     | 82.698 | Q     |
| 16      | Mario Macchiati (ITA)     | 13.566 | 13.833          | 13.400  | 14.500 | 13.766             | 13.166     | 82.231 | Q     |
| 17      | Casimir Schmidt (NED)     | 13.700 | 13.300          | 13.766  | 13.900 | 14.066             | 13.366     | 82.098 | Q     |
| 18      | Milad Karimi (KAZ)        | 14.433 | 13.266          | 13.000  | 14.300 | 14.366             | 12.700     | 82.065 | Q     |
| 19      | Diogo Soares (BRA)        | 13.100 | 13.600          | 13.033  | 14.200 | 13.933             | 14.133     | 81.999 | Q     |
| 20      | Florian Langenegger (SUI) | 13.633 | 13.633          | 12.933  | 14.433 | 14.166             | 13.100     | 81.898 | Q     |
| 21      | Noe Seifert (SUI)         | 14.100 | 13.866          | 13.366  | 14.066 | 14.600             | 11.800     | 81.798 | –     |
| 22      | Félix Dolci (CAN)         | 14.133 | 11.133          | 13.366  | 14.333 | 14.400             | 14.133     | 81.498 | Q     |
| 23      | Frank Rijken (NED)        | 13.600 | 13.400          | 12.933  | 13.300 | 14.600             | 13.400     | 81.233 | Q     |
| 24      | Nils Dunkel (GER)         | 12.600 | 14.556          | 13.700  | 13.600 | 13.966             | 12.800     | 81.232 | Q     |
| 25      | Lorenzo Minh Casali (ITA) | 14.000 | 11.700          | 13.600  | 14.433 | 14.000             | 13.433     | 81.166 | –     |
| 26      | René Cournoyer (CAN)      | 13.333 | 13.033          | 13.933  | 13.766 | 14.333             | 12.400     | 80.798 | Q     |
| 27      | Joel Plata (ESP)          | 14.166 | 13.566          | 13.433  | 12.933 | 12.433             | 13.666     | 80.197 | R1    |
| 28      | Abdulla Azimov (UZB)      | 12.966 | 14.400          | 12.166  | 13.866 | 13.766             | 12.800     | 79.964 | R2    |
| 29      | Samuel Zakutney (CAN)     | 13.233 | 12.233          | 12.600  | 13.633 | 13.966             | 14.033     | 79.698 | –     |
| 30      | Brody Malone (USA)        | 12.666 | 12.100          | 14.233  | 13.833 | 14.533             | 12.233     | 79.598 | –     |
| 31      | Emre Dodanlı (TUR)        | 12.800 | 11.766          | 12.866  | 14.466 | 13.966             | 13.733     | 79.597 | R3    |
| 32      | Luke Whitehouse (GBR)     | 14.533 | 11.733          | 12.400  | 14.500 | 13.900             | 12.466     | 79.532 | –     |
| 33      | Marios Georgiou (CYP)     | 13.266 | 13.400          | 12.900  | 13.966 | 11.600             | 14.366     | 79.498 | R4    |

Reserves
Els reserves per a la final del concurs individual masculí van ser:
1. Joel Plata (ESP)
2. Abdulla Azimov (UZB)
3. Emre Dodanlı (TUR)
4. Marios Georgiou (CYP)

Només dos gimnastes de cada país poden passar a les finals. Els gimnastes que no es van classificar per a la final a causa de la quota, però havien obtengut puntuacions prou altes per fer-ho van ser:
- Noe Seifert (SUI)
- Lorenzo Minh Casali (ITA)

### Final
| Rànking | Gimnasta                  | Terra  | Cavall amb arcs | Anelles | Salt   | Barres paral·leles | Barra fixa | Total  |
| ------- | ------------------------- | ------ | --------------- | ------- | ------ | ------------------ | ---------- | ------ |
| 1       | Shinnosuke Oka (JPN)      | 14.566 | 14.500          | 13.866  | 14.300 | 15.100             | 14.500     | 86.832 |
| 2       | Zhang Boheng (CHN)        | 13.233 | 14.333          | 14.600  | 14.500 | 15.300             | 14.633     | 86.599 |
| 3       | Xiao Ruoteng (CHN)        | 14.333 | 14.266          | 13.800  | 14.833 | 14.766             | 14.366     | 86.364 |
| 4       | Illia Kovtun (UKR)        | 14.700 | 14.633          | 13.333  | 14.266 | 15.400             | 13.833     | 86.165 |
| 5       | Joe Fraser (GBR)          | 14.300 | 13.700          | 14.000  | 14.333 | 14.933             | 14.266     | 85.532 |
| 6       | Daiki Hashimoto (JPN)     | 14.633 | 12.966          | 13.400  | 14.766 | 14.433             | 14.400     | 84.598 |
| 7       | Jake Jarman (GBR)         | 14.900 | 14.066          | 12.800  | 15.166 | 14.300             | 13.333     | 84.565 |
| 8       | Oleg Verniaiev (UKR)      | 13.933 | 14.833          | 13.533  | 14.400 | 15.000             | 12.700     | 84.399 |
| 9       | Krisztofer Mészáros (HUN) | 13.933 | 14.100          | 13.400  | 14.400 | 14.300             | 13.766     | 83.899 |
| 10      | Matteo Giubellini (SUI)   | 14.100 | 14.533          | 13.300  | 13.800 | 14.033             | 13.566     | 83.332 |
| 11      | Yumin Abbadini (ITA)      | 13.900 | 14.166          | 13.333  | 14.033 | 13.966             | 13.800     | 83.198 |
| 12      | Carlos Yulo (PHI)         | 14.333 | 11.900          | 13.933  | 14.766 | 14.500             | 13.600     | 83.032 |
| 13      | Casimir Schmidt (NED)     | 13.666 | 13.900          | 13.833  | 14.400 | 13.633             | 13.066     | 82.498 |
| 14      | Paul Juda (USA)           | 13.533 | 13.866          | 13.433  | 13.733 | 13.866             | 13.766     | 82.197 |
| 15      | Fred Richard (USA)        | 13.200 | 12.733          | 13.600  | 14.100 | 14.133             | 14.400     | 82.166 |
| 16      | Florian Langenegger (SUI) | 14.066 | 13.566          | 13.366  | 14.133 | 13.700             | 13.033     | 81.864 |
| 17      | René Cournoyer (CAN)      | 13.600 | 13.100          | 13.700  | 13.733 | 14.300             | 13.300     | 81.733 |
| 18      | Nils Dunkel (GER)         | 13.333 | 14.466          | 13.566  | 13.700 | 13.466             | 13.166     | 81.697 |
| 19      | Mario Macchiati (ITA)     | 13.666 | 13.966          | 13.300  | 14.166 | 13.233             | 13.166     | 81.497 |
| 20      | Félix Dolci (CAN)         | 14.366 | 12.533          | 13.766  | 14.366 | 14.333             | 11.733     | 81.097 |
| 21      | Jesse Moore (AUS)         | 12.533 | 14.466          | 12.866  | 14.333 | 13.866             | 12.366     | 80.430 |
| 22      | Frank Rijken (NED)        | 13.433 | 12.733          | 12.733  | 13.733 | 14.266             | 13.400     | 80.298 |
| 23      | Diogo Soares (BRA)        | 13.133 | 11.566          | 12.033  | 14.500 | 13.733             | 13.733     | 78.698 |
| 24      | Milad Karimi (KAZ)        | 13.433 | 8.533           | 12.933  | 14.400 | 14.066             | 12.700     | 76.065 |